# 澤安邨
澤安邨（英語：Chak On Estate）是香港的一個公共屋邨，位於九龍石硤尾北面大窩坪，於1983年入伙，由香港房屋委員會興建及管理。

## 本邨特色
該邨位置石硤尾北面大窩坪，原為1970年代初建立的大窩坪工業安置區，後來港英政府於1980年清拆工業區，重建成本邨。澤安邨規劃時命名為南昌街邨，其後正式定名為澤安邨，有「福澤安定」之意。本邨富澤樓面向南昌街與歌和老街的一方外牆，亦掛上了「澤安邨」三字的篆書招牌。
對比其它同區的公共屋邨，該邨是整個深水埗區地勢最高的公共屋邨，而該邨部分樓宇更能夠觀看維多利亞港的景致，而居住環境較寧靜，但位置極為隔涉。由於現時商場空置率高企，加上地方清幽，近年吸引不少電視劇亦在該邨取景，例如無線電視劇集——《阿旺新傳》和《師奶股神》及香港電台電視劇——《小時候》都是於該邨取景。

## 屋邨資料

### 樓宇

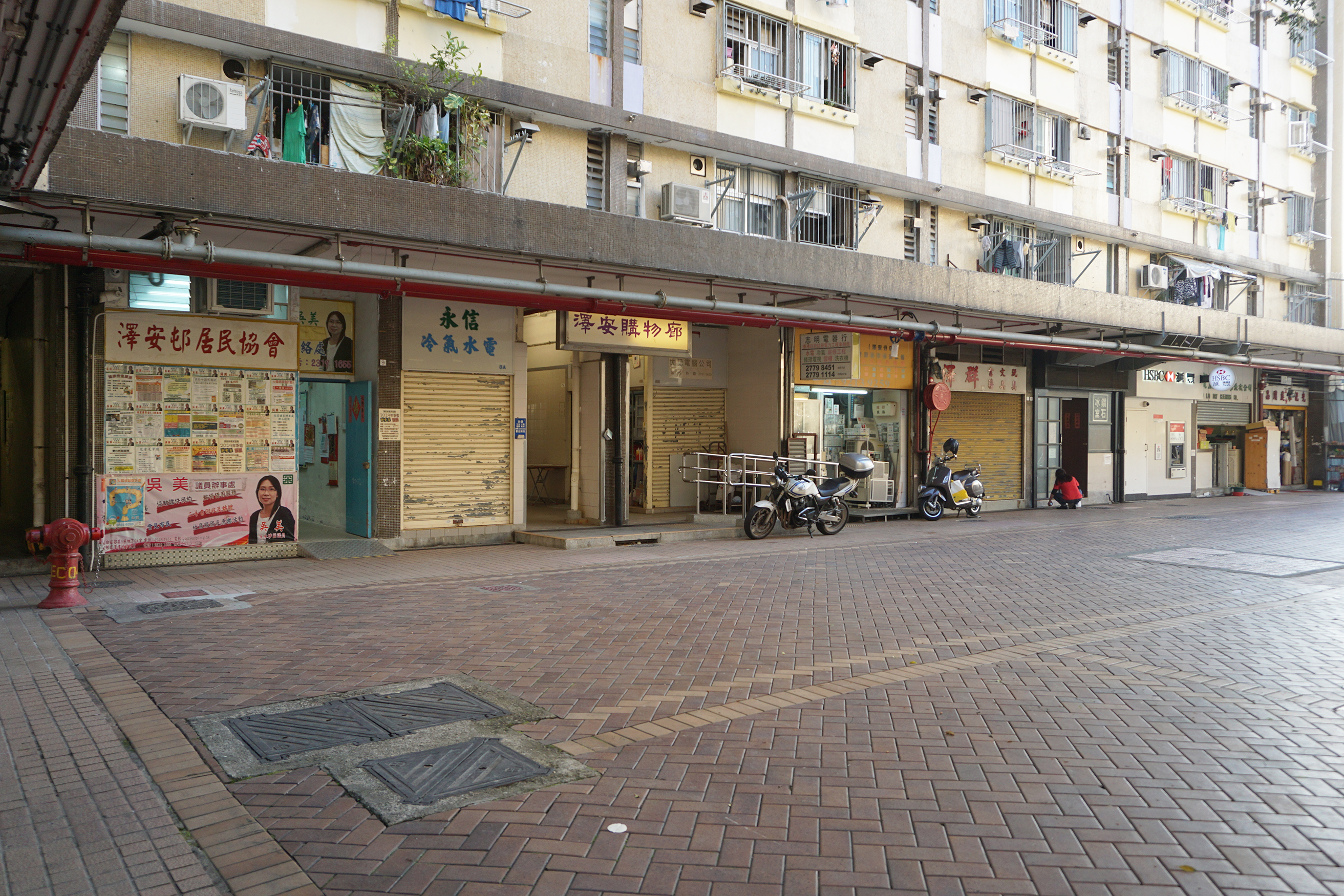
澤安購物廊，右方的鑽石冰室為邨內目前唯一食肆

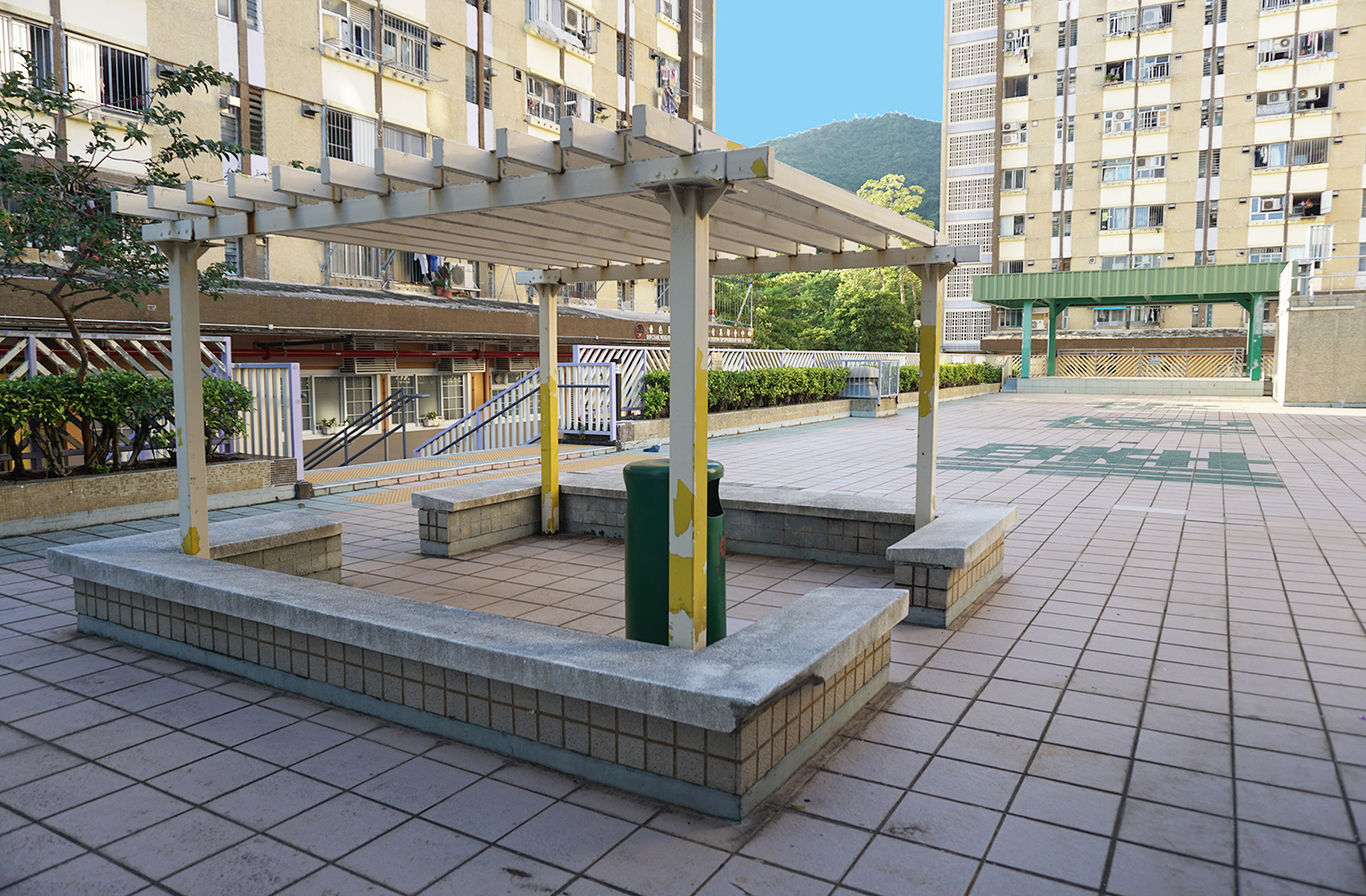
屋邨廣場

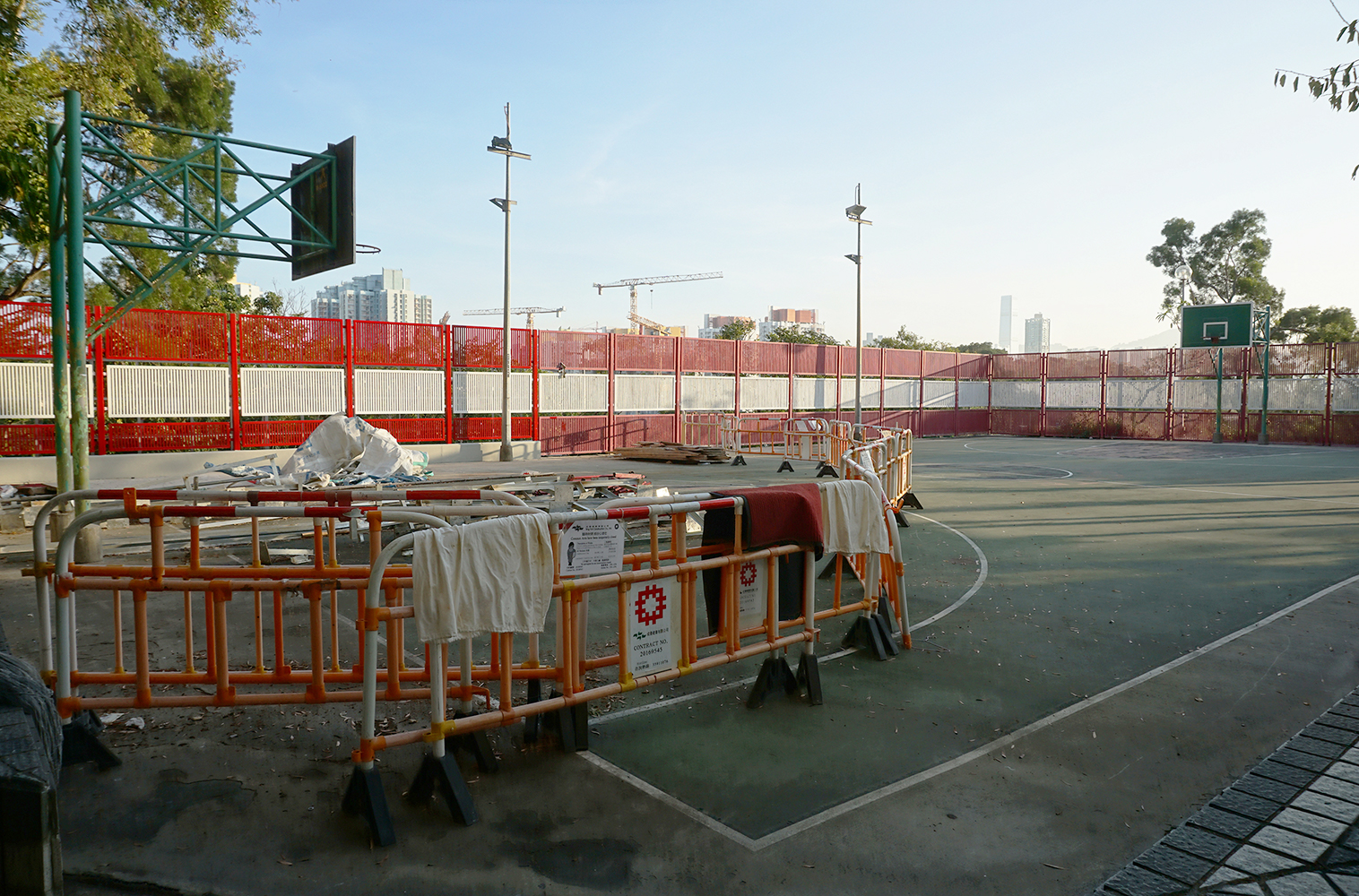
籃球場

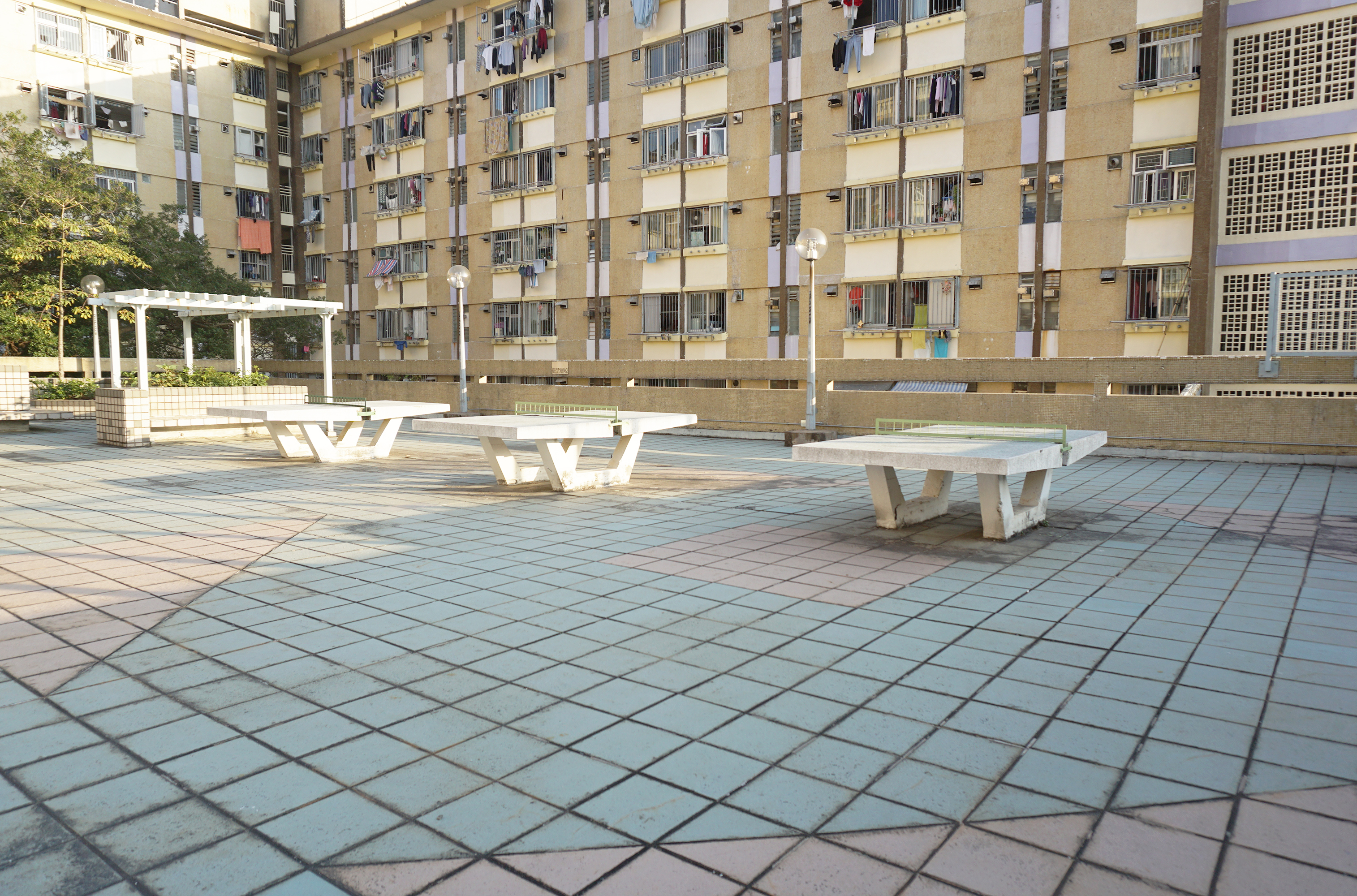
乒乓球桌

| 樓宇名稱        | 樓宇類型                           | 樓宇層數 （住宅層數） | 每層伙數 | 每座單位總數（伙） | 落成年份 | 承建商   | 提供升降機的廠商 （更新前） | 提供升降機的廠商 （更新後） |
| --------------- | ---------------------------------- | --------------------- | -------- | ------------------ | -------- | -------- | --------------------------- | --------------------------- |
| 富澤樓（第1座） | 舊長型 （中央走廊式，連接F）       | 7（6）                | 40       | 240                | 1983年   | 德信建築 | 東芝                        | 蒂森克虜伯                  |
| 麗澤樓（第2座） | 單座「I」型                        | 13（12）              | 27       | 324                | 1983年   | 德信建築 | 東芝                        | 蒂森克虜伯                  |
| 華澤樓（第3座） | 舊長型 （中央走廊式，連接F+連接F） | 13（12）              | 60       | 720                | 1983年   | 德信建築 | 東芝                        | 蒂森克虜伯                  |
| 榮澤樓（第4座） | 舊長型 （中央走廊式，連接C）       | 13（12）              | 48       | 576                | 1983年   | 德信建築 | 東芝                        | 蒂森克虜伯                  |

### 設施
屋邨設施不多，主要是商場，並曾經設有街市。這些設施的使用率在入伙後數年一直相當高，後來隨著商戶不再經營，居民老化，加上屋邨位置未能吸引年青人遷入，令使用率大幅下滑；2007年2月街市結業，原有商店已經遷移到「澤安購物廊」。為了解決街市空置的問題，房委會已將前街市的店舖租予城市大學作為持續進修中心。居民日常大多前往山下的石硤尾和深水埗購物。

#### 已結束學校
- 慕光澤安幼稚園

#### 成人訓練中心暨宿舍
- 扶康會澤安成人訓練中心 （页面存档备份，存于） }（1995年創辦）（位於華澤樓地下1至10號室）

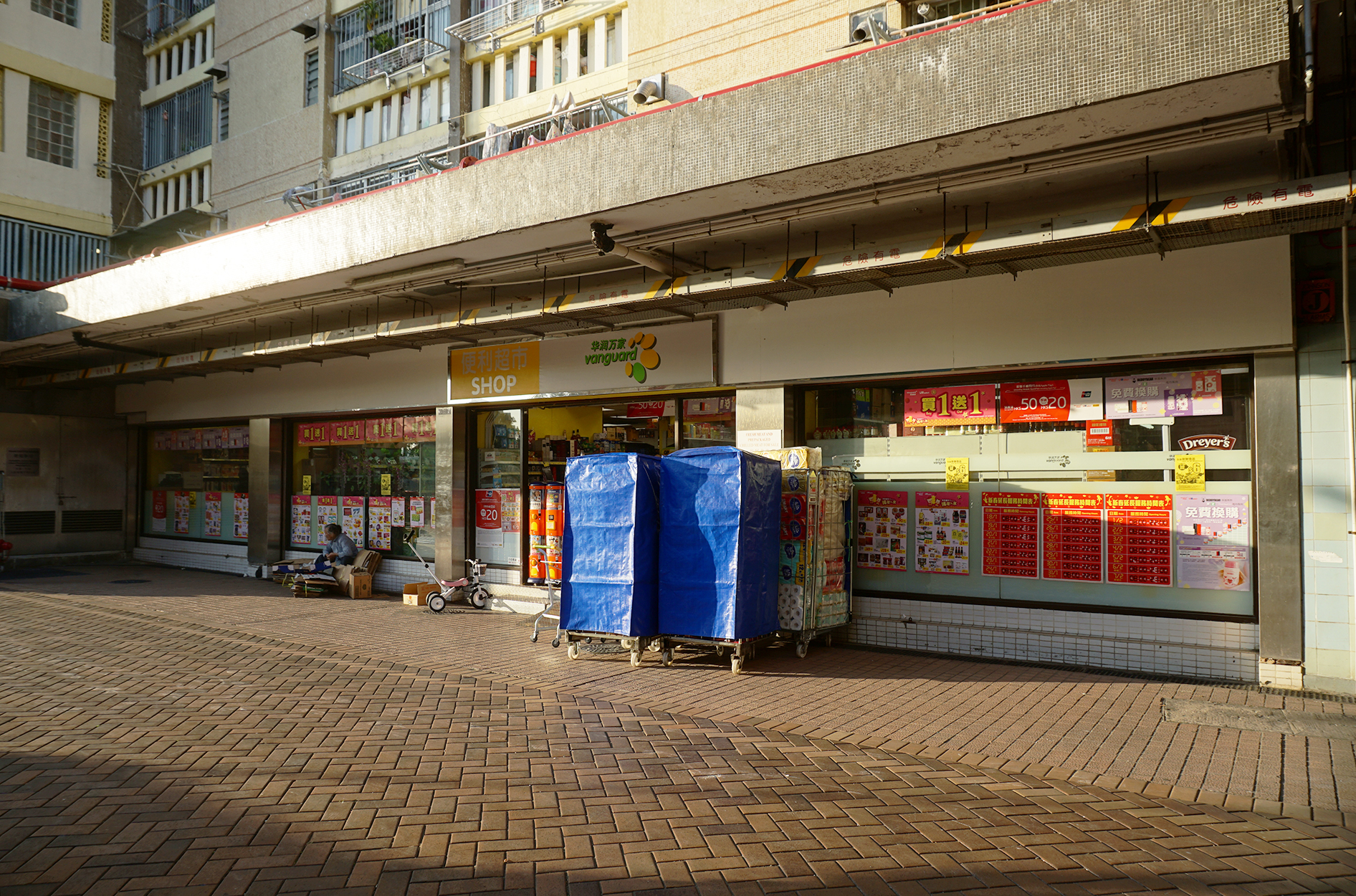
超級市場華潤萬家
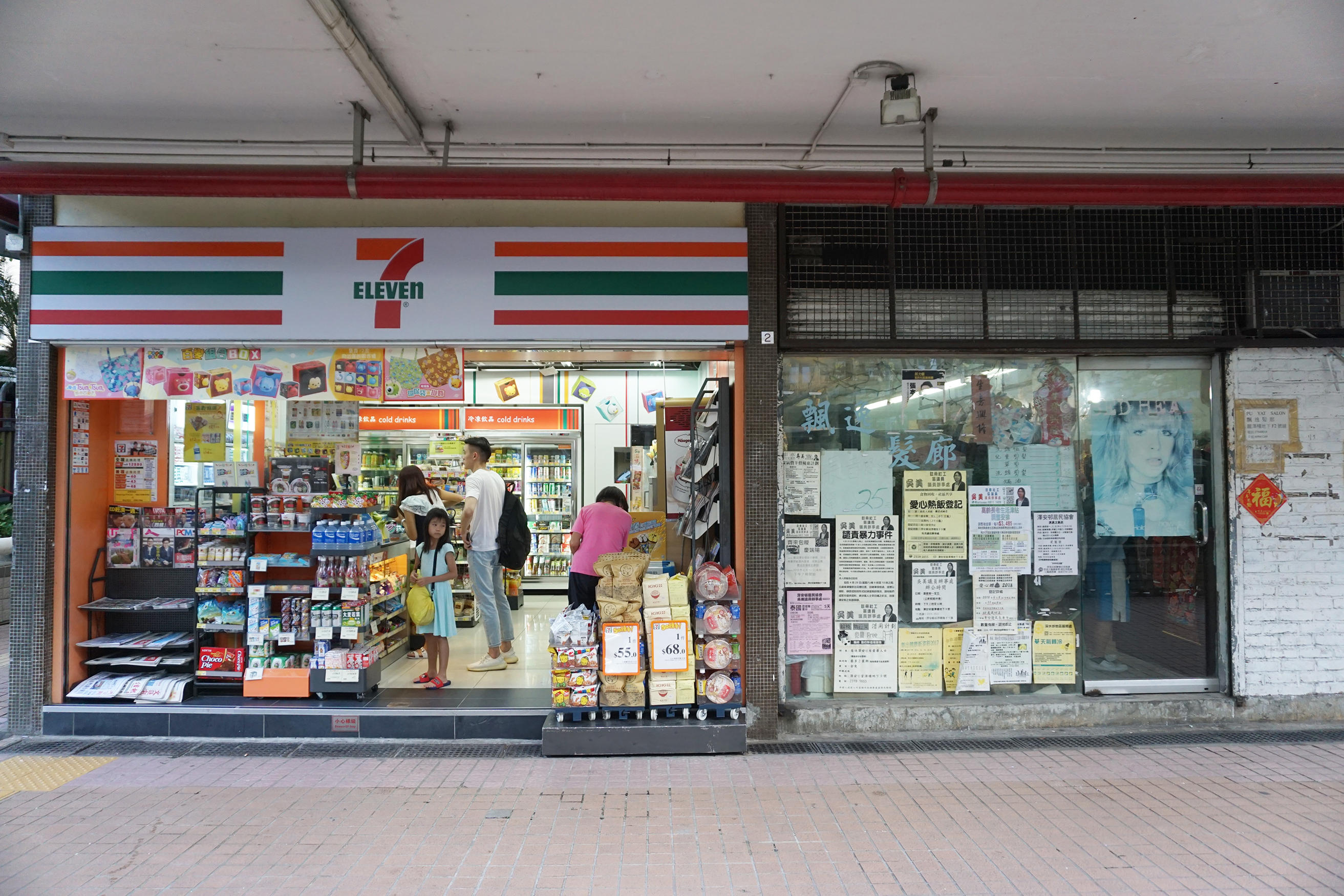
7-11便利店及髮廊
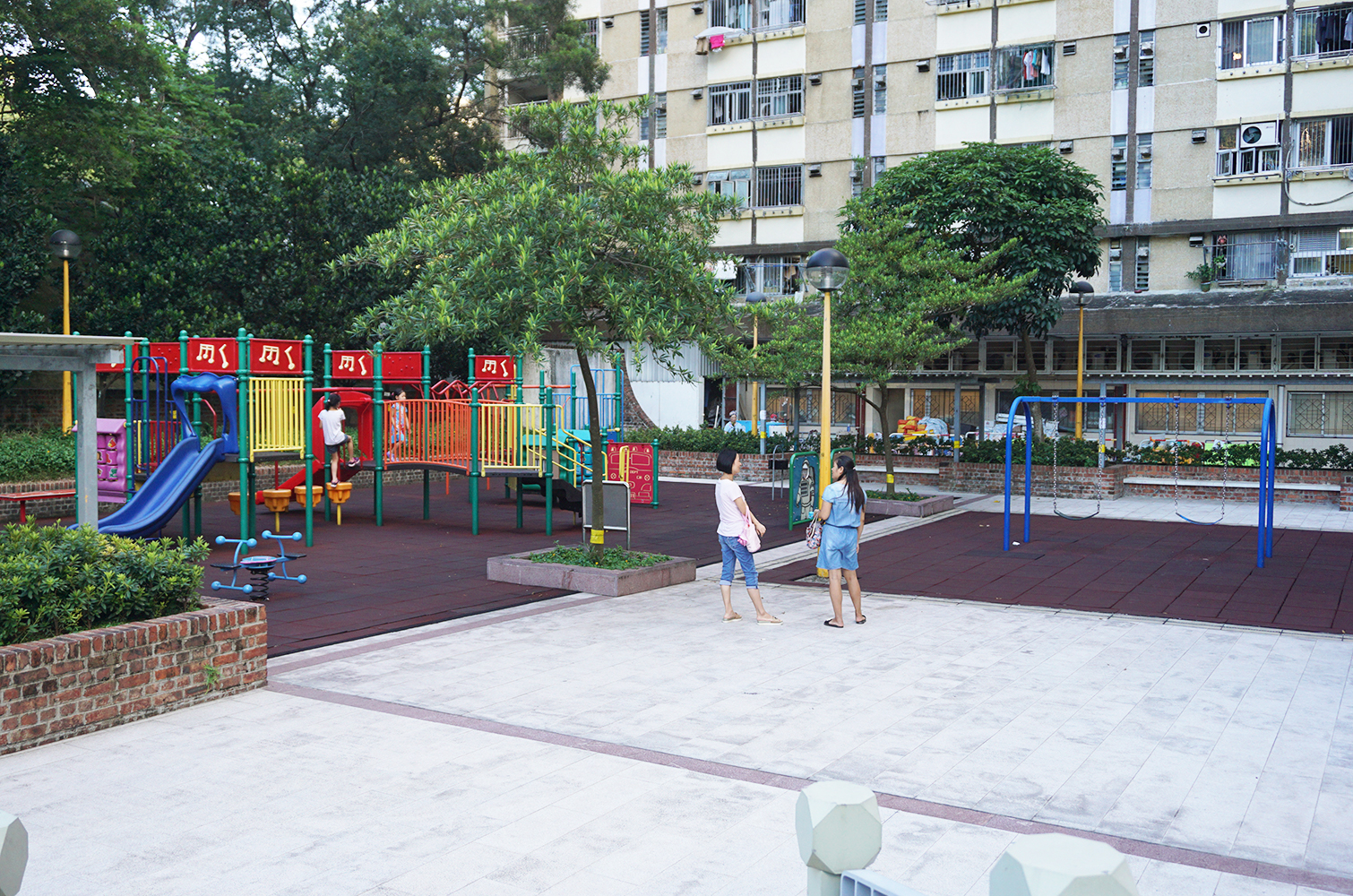
位於邨內的南昌街休憩花園彈簧椅、滑梯及鞦韆
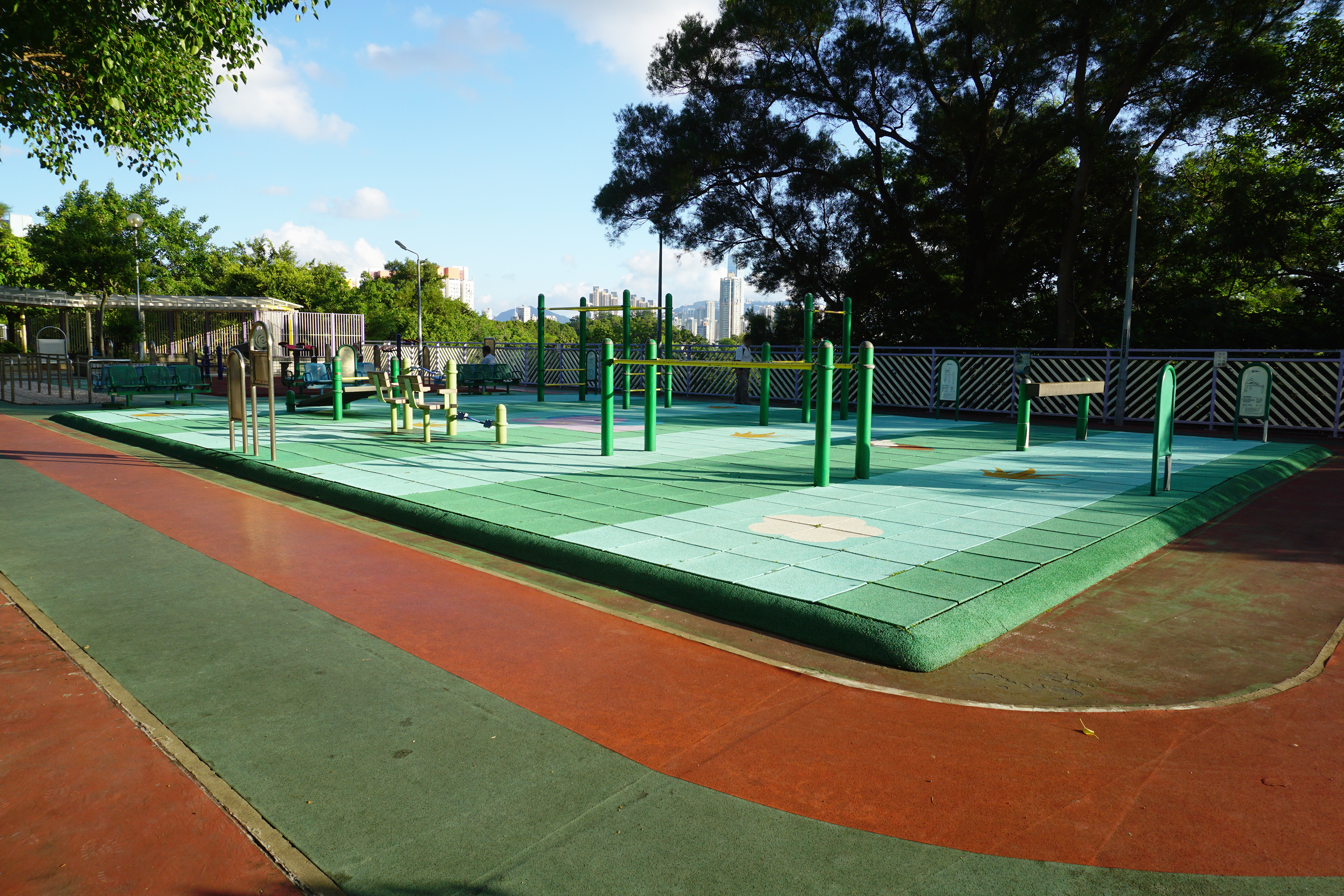
卵石路步行徑及健體區
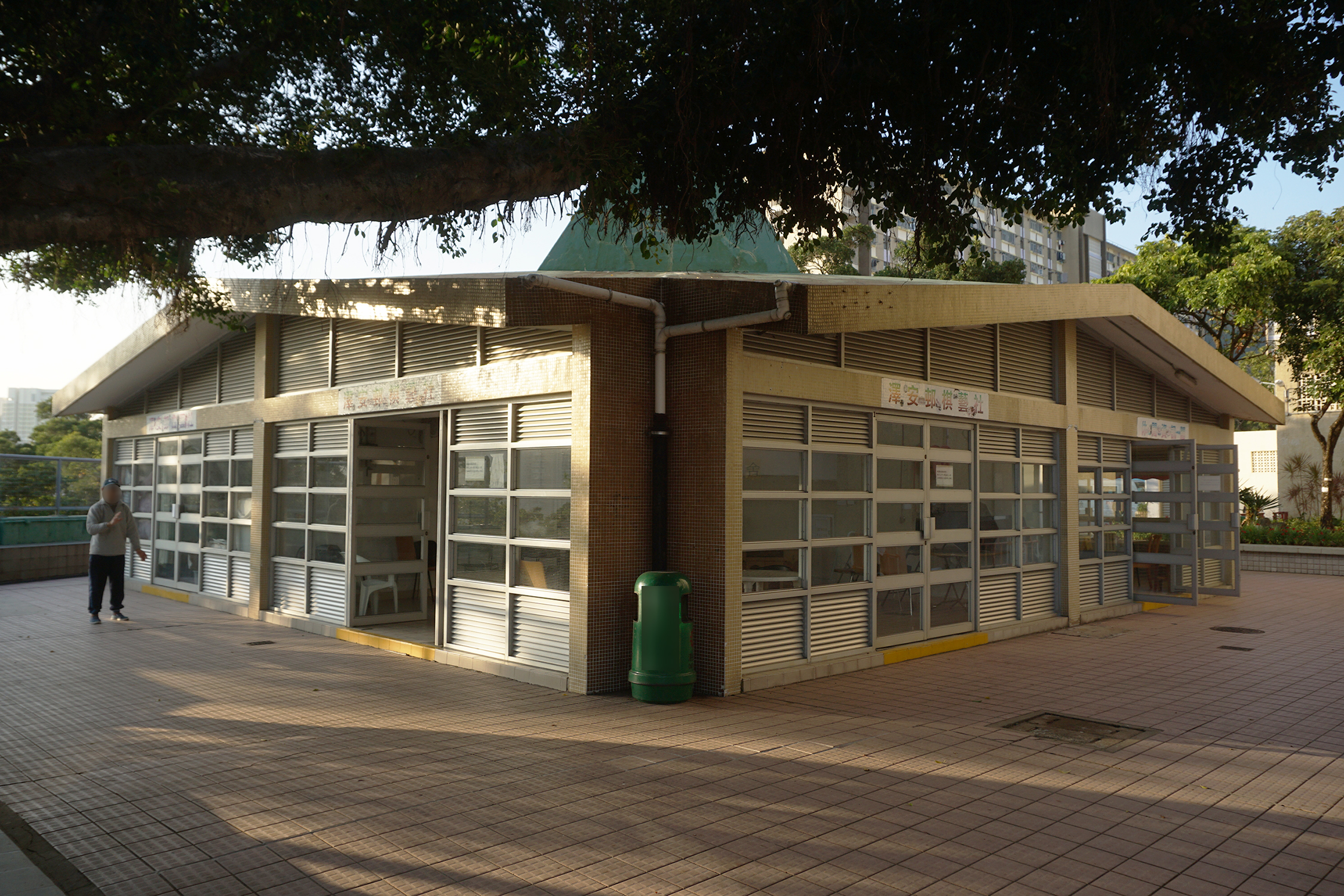
冬菇亭的熟食檔於2005年1月結業後[2]，改建為4間文娛康樂室，包括曲藝社、棋藝社、資訊閣及圖書閣
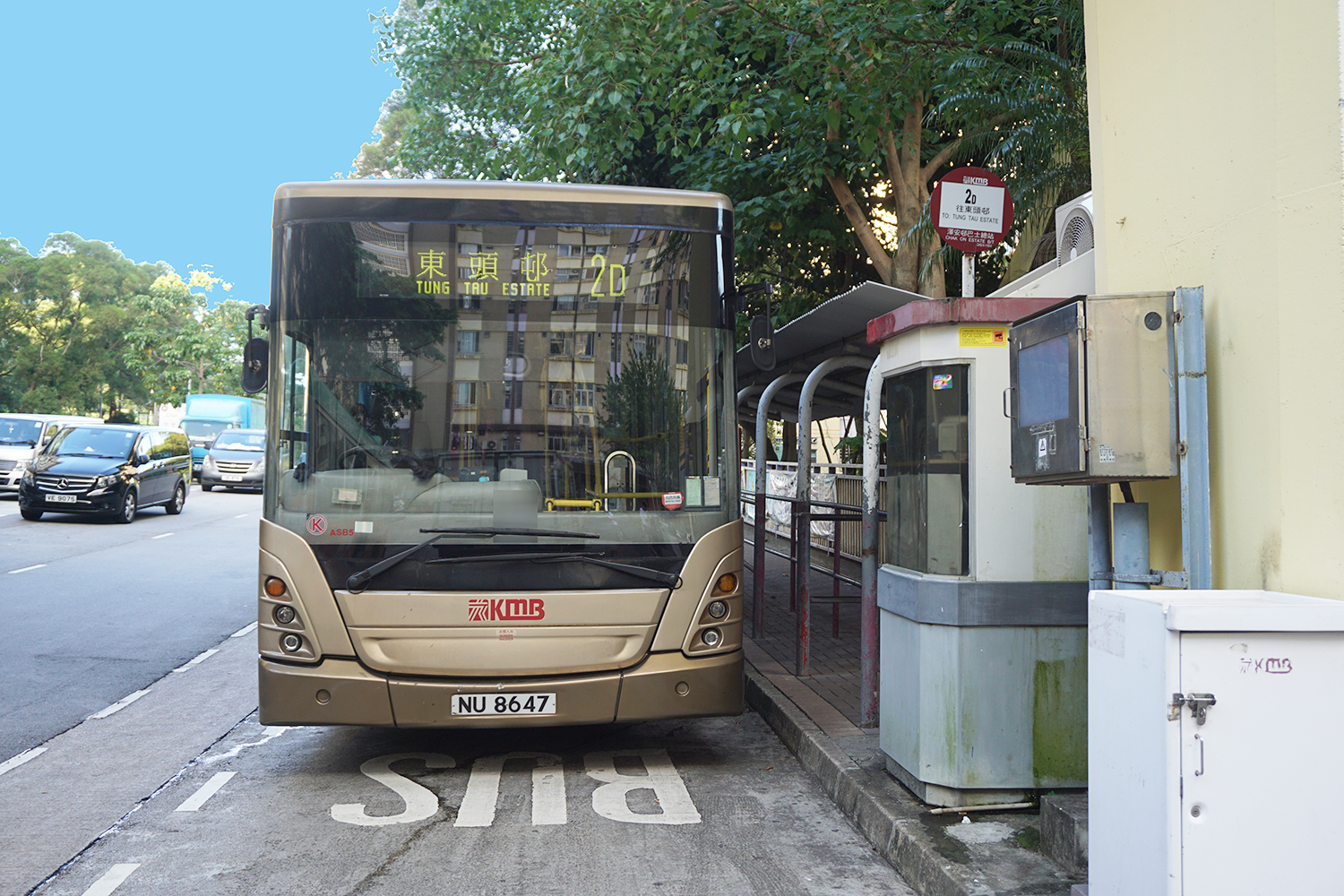
澤安邨巴士總站
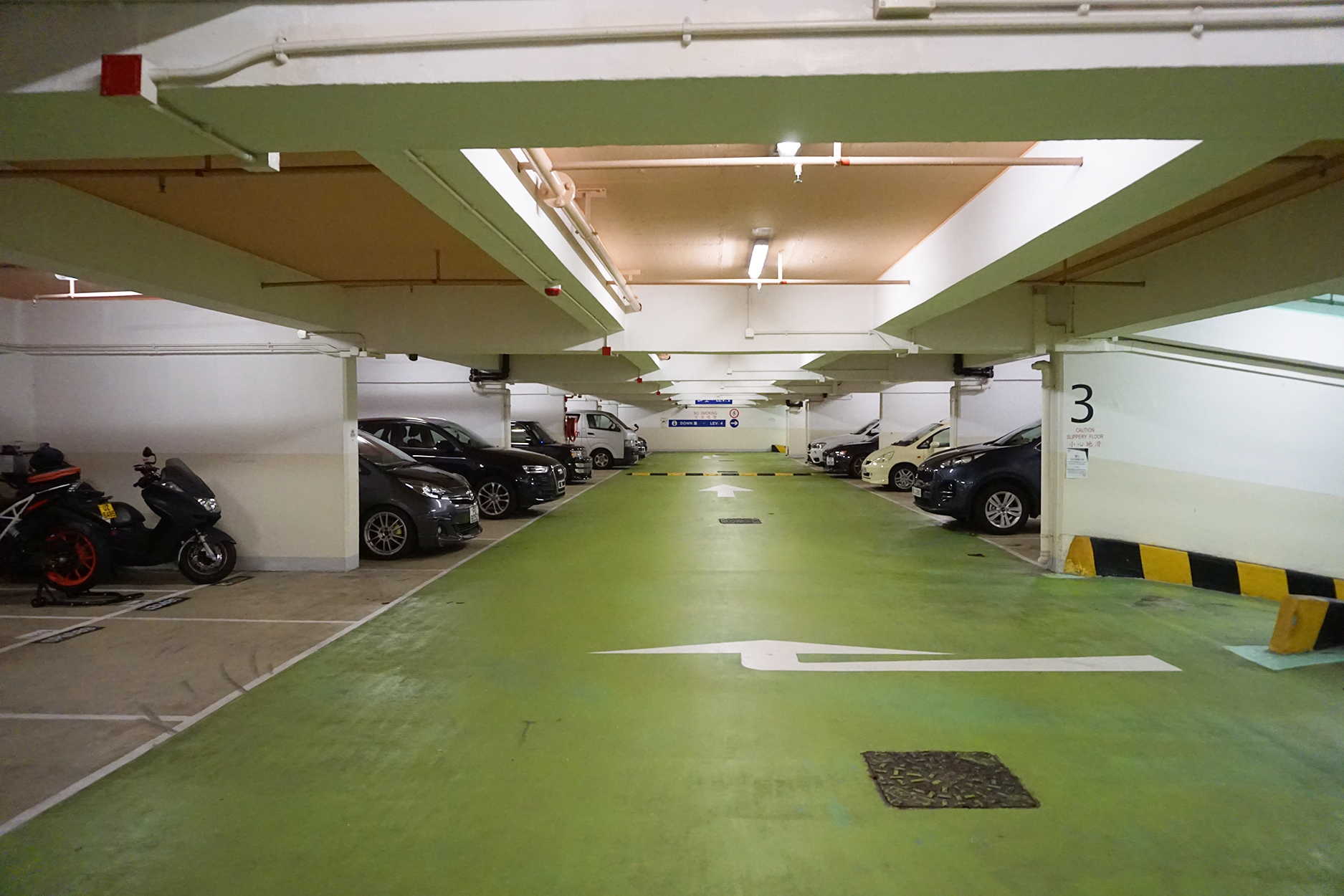
停車場

## 外景場地
- 香港電台劇集《小時候》
- 無綫電視劇集《阿旺新傳》
- 無綫電視劇集《師奶股神》

## 外部連結
- 房委會澤安邨資料 （页面存档备份，存于）

22°20′26″N 114°09′54″E / 22.340516°N 114.164986°E